# فلیکستو پورت بیبی
فلیکستو پورت بیبی (معروف به پورت اف.بی. ۲) یک قایق پرنده شناسایی ساخت انگلیس در دوران جنگ جهانی اول بود که برای اولین بار در سال ۱۹۱۵ پرواز کرد.

## کاربرها
بریتانیا
- سرویس هوایی نیروی دریایی سلطنتی
- نیروی هوایی سلطنتی

داده‌ها از The Felixstowe Flying-Boats: Historic Military Aircraft No. 11 Part 3
ویژگی‌های عمومی
- خدمه: 5
- طول: ۶۳ فوت ۰ اینچ (۱۹٫۲۱ متر)
- پهنای بال: ۱۲۴ فوت ۰ اینچ (۳۷٫۸ متر)
- ارتفاع: ۲۵ فوت ۰ اینچ (۷٫۶۲ متر)
- مساحت بال‌ها: ۲٬۳۶۴ فوت مربع (۲۱۹٫۷ متر مربع)
- وزن خالی: ۱۴٬۷۰۰ پوند (۶٬۶۸۲ کیلوگرم)
- وزن ناخالص: ۱۸٬۶۰۰ پوند (۸٬۴۵۵ کیلوگرم)
- پیشرانه: ۳ عدد V12 inline piston Rolls-Royce Eagle VII, 345 hp (257 kW)  در هر موتور

عملکرد
- حداکثر سرعت: ۸۷٫۵ مایل بر ساعت (۱۴۱ کیلومتر بر ساعت، ۷۶ گره) at 2,000 ft (610 m)
- حداکثر ارتفاع: ۸٬۰۰۰ فوت (۲٬۴۴۰ متر)
- زمان اوج‌گیری: 25 min 5 s to 6,500 ft (1,980 m)

تسلیحات

- سلاح: ۳ × تفنگ لوئیس (1 in nose, 2 amidships)
- خدمه: ۵

تسلیحات
- Guns: ۳ × تفنگ لوئیس (1 in nose, 2 amidships)

## یادداشت
1. ↑  Chorlton, Martyn, ed. (2012). Aeroplane Collectors' Archive: Golden Age of Flying-boats. Kelsey Publishing Group, Cudham, Kent. p. 10. ISBN 978-1-907426-71-1.
2. ↑  Chorlton, Martyn, ed. (2012). Aeroplane Collectors' Archive: Golden Age of Flying-boats. Kelsey Publishing Group, Cudham, Kent. p. 11. ISBN 978-1-907426-71-1.
3. ↑  Bruce 23 December 1955, p.932.